# Patrick Briand
Patrick Briand es un deportista neocaledonio que compitió en judo. Ganó una medalla de bronce en el Campeonato de Oceanía de Judo de 1981, en la categoría de –86 kg.

## Palmarés internacional
| Campeonato de Oceanía | Campeonato de Oceanía | Campeonato de Oceanía | Campeonato de Oceanía |
| Año                   | Lugar                 | Medalla               | Categoría             |
| --------------------- | --------------------- | --------------------- | --------------------- |
| 1981                  | Suva (Fiyi)           | Medalla de bronce     | –86 kg                |